# Loma Mar
Loma Mar es un lugar designado por el censo ubicado en el condado de San Mateo en el estado estadounidense de California. En el año 2010 tenía una población de 113 habitantes.

## Geografía
Loma Mar se encuentra ubicado en las coordenadas 37°16′13″N 122°18′30″O / 37.27028, -122.30833.